# Alfons De Wolf
Alfons "Fons" De Wolf (nascido em 22 de junho de 1956) é um ex-ciclista de estrada belga, profissional de 1979 a 1990. De Wolf competiu  nos Jogos Olímpicos de Verão de 1976 em Montreal, onde terminou em quarto lugar na prova de estrada individual; e fez parte da equipe belga que terminou em décimo terceiro nos 100 km contrarrelógio por equipes.
Ele foi previsto, com Daniel Willems, para ser o sucessor de Eddy Merckx. De Wolf parecia cumprir essa promessa ao vencer o Giro di Lombardia (1980) e Milão-Sanremo (1981), o último e o primeiro clássico da temporada. Em 1982 quase triunfou o Liège-Bastogne-Liège, vencido pelo italiano Silvano Contini no sprint final.
Depois de vencer uma etapa do Tour de France 1984, sua carreira se desvaneceu. De Wolf ajudou seu companheiro de equipe, Eddy Planckaert, ganhar a camisa verde no Tour de France 1988. Encerrou sua carreira em 1990.
Atualmente, ajuda sua esposa em sua funerária em Dworp, no sul de Bruxelas.[carece de fontes?]
Embora ele tenha vencido o Omloop Het Nieuwsblad duas vezes, De Wolf foi um ciclista flamengo atípico, preferindo corridas italianas, como Milão-Sanremo a Paris-Roubaix, Gent-Wevelgem e a Volta à Flandres. Ele estava à vontade nas corridas montanhosas, embora ele não fosse um escalador impressionante.
Ele queixou-se que era visto como um 'novo Eddy Merckx', que o público tanto esperava.[carece de fontes?]